# Садовая улица (Королёв)
Садо́вая улица  — улица в городе Королёв.

## История
Застройка Садовой улицы началась в 1965 году. Улица получила своё название в 1967 году. 

## Трасса
Садовая улица начинается от станции Подлипки-Дачные, пересекает улицу Грабина и заканчивается у Болшевского шоссе.

## Транспорт
Автобусы:
- 10: ст. Подлипки — Комитетский Лес
- 12: ст. Подлипки — Лесная школа — ст. Болшево [2]
- 15: ст. Подлипки — Городок 3 — ст. Болшево — Гипермаркет Глобус [3] (также короткие рейсы до Городка 3)
- 16: ст. Подлипки — Лесная школа

Маршрутные такси:
- 13: ст. Подлипки — Лесная школа — ст. Болшево — ст. Подлипки [4]
- 15: ст. Подлипки — Городок №3
- 16: ст. Подлипки — Лесная школа
- 32к: ст. Подлипки — Мытищи (МГУЛ)
- 45к: ст. Подлипки — ст. Пушкино

## Примечательные здания и организации

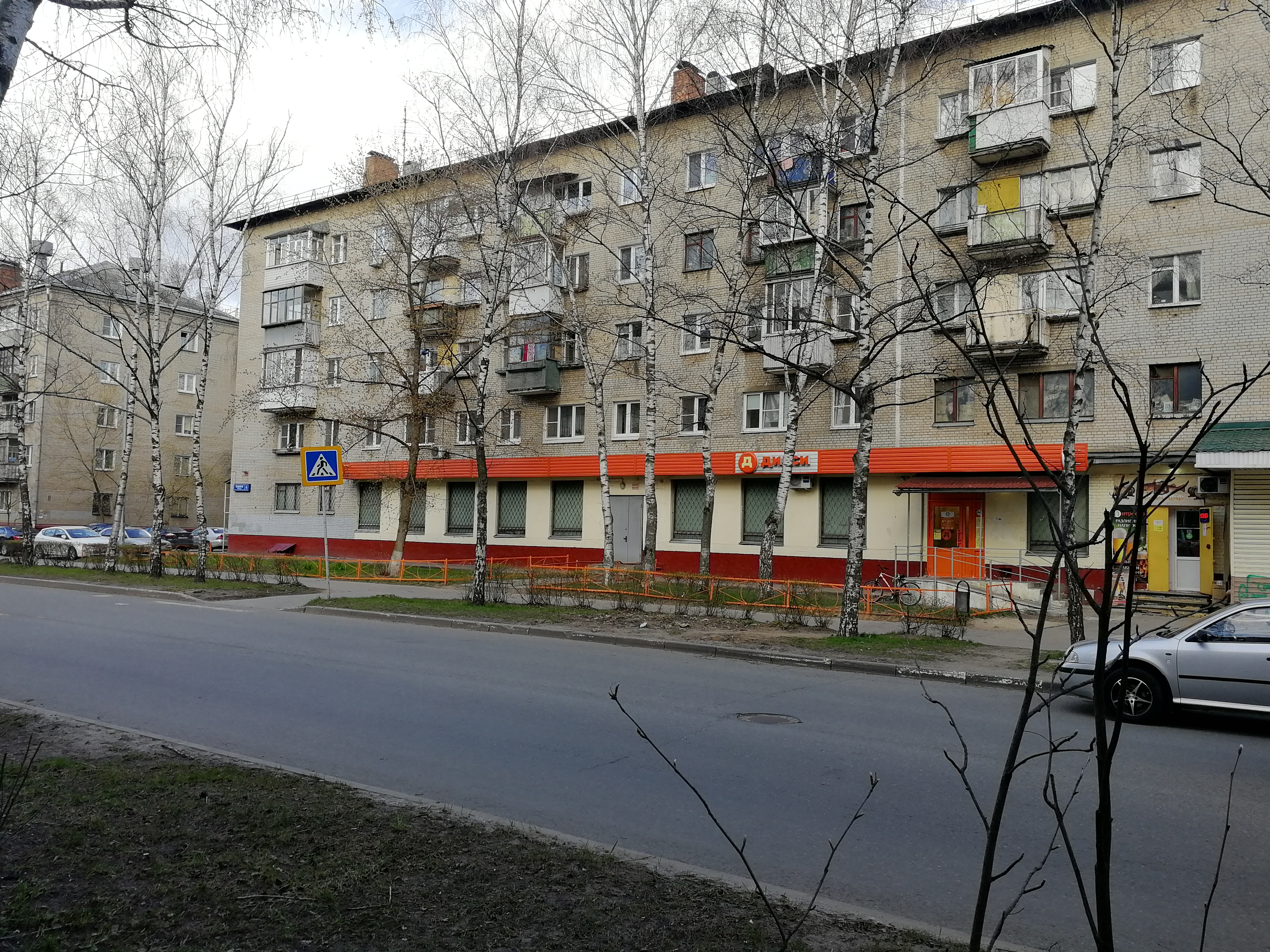
Супермаркет «Дикси», дом 6

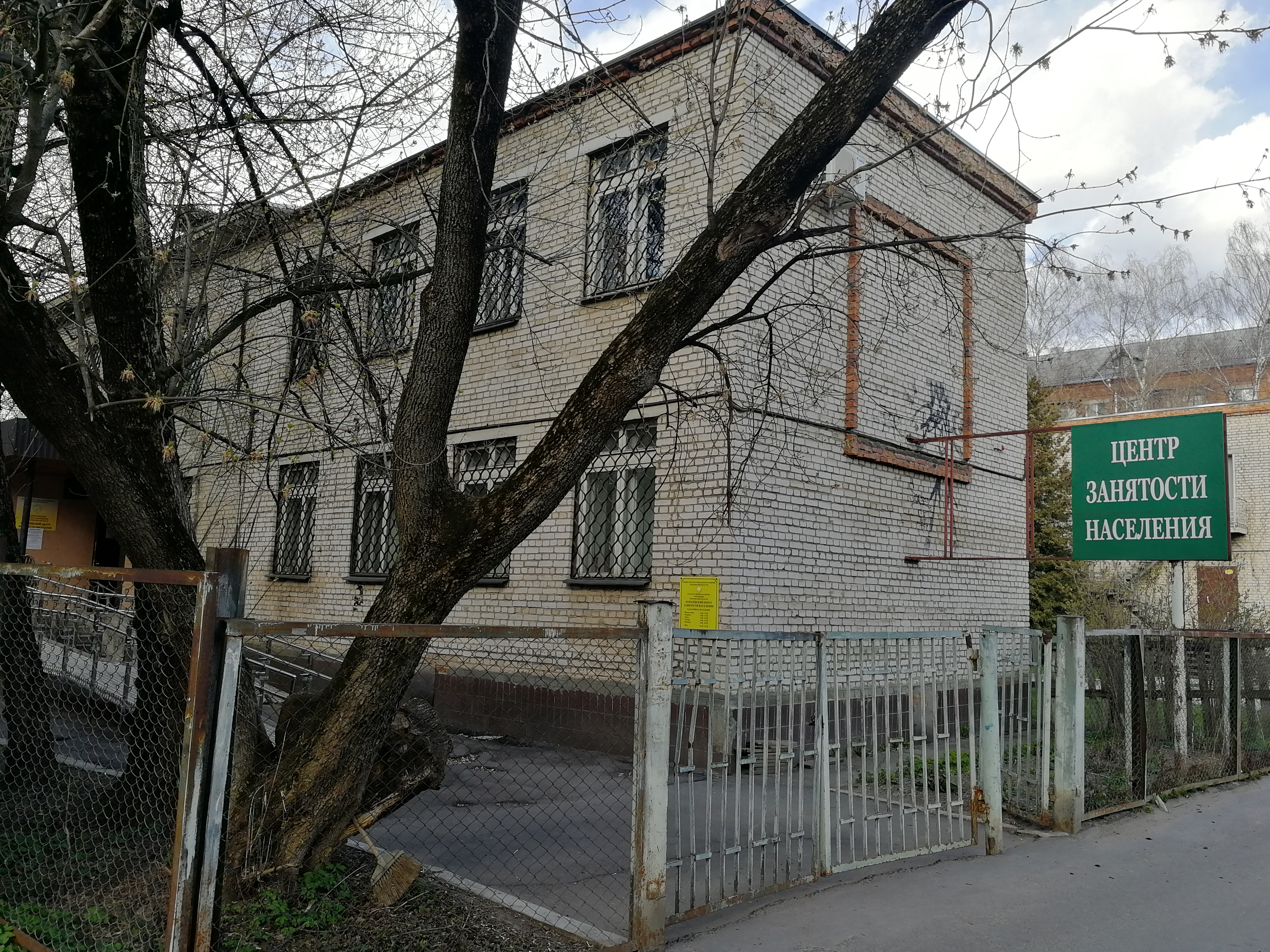
Центр занятости населения, Садовая улица, дом 7А

- дом 4б: Оздоровительный центр «Боцман»
- дом 5а: Детский сад «Малышка»
- дом 6: Универсам «Магнит», супермаркет «Дикси»
- дом 7б: Центр занятости населения